# 本八幡駅

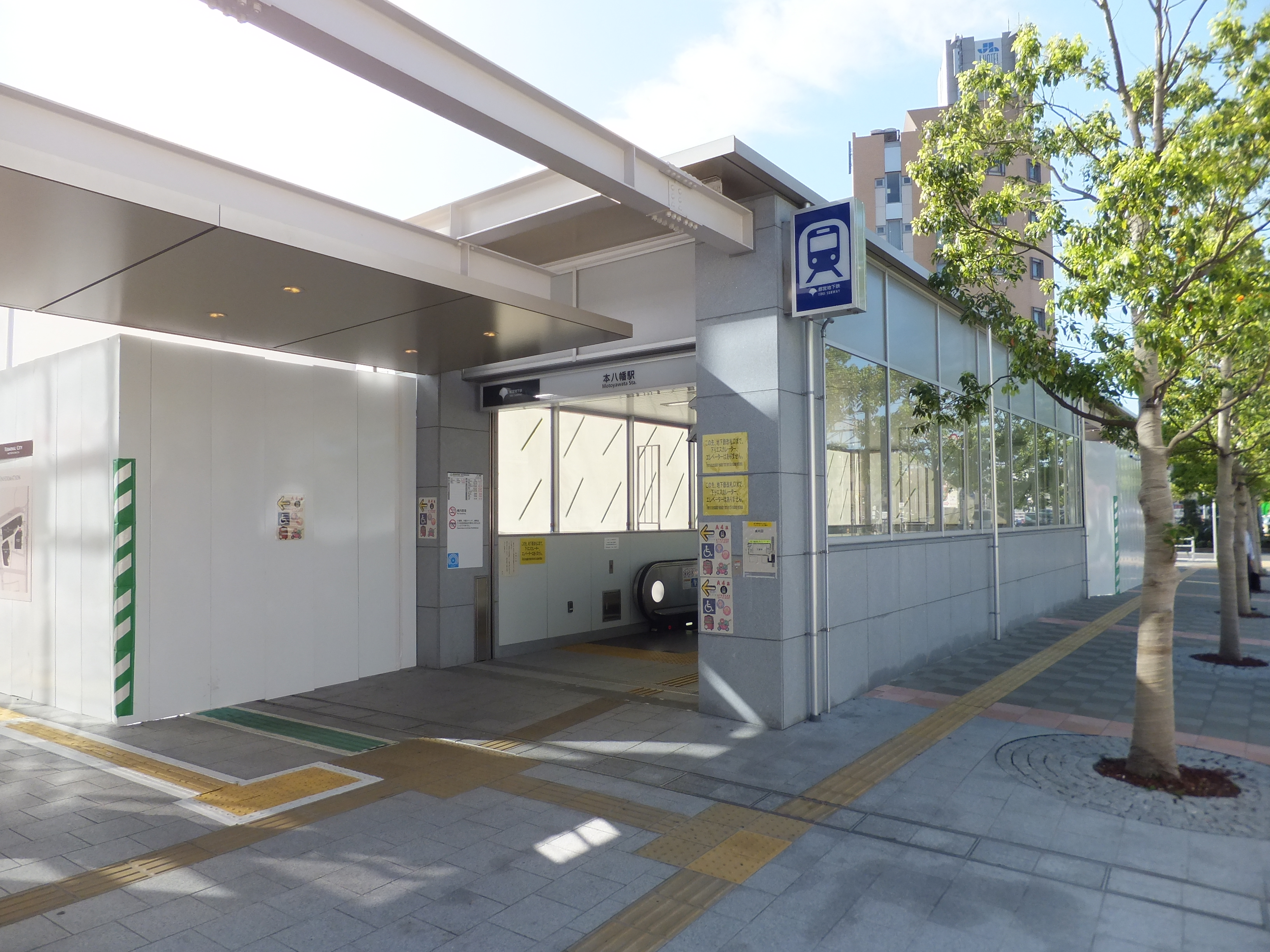
A6出入口・京成八幡駅南口との連絡口（2013年9月）

本八幡駅（もとやわたえき）は、千葉県市川市八幡二丁目にある、東日本旅客鉄道（JR東日本）・東京都交通局（都営地下鉄）の駅である。

## 概要
当駅は市川市の行政・商業の中心に位置する。
東日本旅客鉄道（JR東日本）の総武本線（緩行線）を走行する中央・総武緩行線（総武線各駅停車）と東京都交通局の都営地下鉄新宿線の2社2路線が乗り入れており、接続駅となっている。都営新宿線を合わせた利用者数は総武快速線が停車する隣駅の市川駅より多い。都営新宿線は当駅が終着駅となっており、東京都交通局の運営する鉄道路線では唯一都外に存在する駅である。
当駅北側には京成本線京成八幡駅が位置している。

### 乗り入れ路線
当駅に乗り入れている路線は線路名称上の総武本線と、東京都交通局の都営地下鉄新宿線が乗り入れ、接続駅となっている。都営地下鉄新宿線は当駅が始発駅・終着駅となっている。
総武本線の運転系統としては緩行線を走る中央・総武緩行線（総武線各駅停車）のみが停車する。
- 中央・総武緩行線（総武線各駅停車）：緩行線を走行する総武本線の近距離電車。駅番号はJB 28。
- 都営地下鉄新宿線：新宿駅から当駅までを結ぶ東京都交通局の運営する鉄道路線（都営地下鉄）。駅番号はS 21。

## 歴史
- 1935年（昭和10年）9月1日：総武本線の駅が開業[1][2]。
  - 並走する京成電気軌道は既に新八幡駅および八幡駅（ともに現・京成八幡駅）が存在していたものの、総武本線には駅が開設されていなかった。新駅開設は旧・八幡町の要望の一つであった[3]。駅名の由来は所在地となる町名からだが、福岡県にある鹿児島本線の八幡駅との同名回避もあり「本八幡」とした[4]。
- 1969年（昭和44年）4月1日：荷物扱い廃止[5]。
- 1972年（昭和47年）10月：商業施設「シャポー本八幡」が開業[報道 1]。
- 1979年（昭和54年）4月13日：みどりの窓口を開設[新聞 1]。
- 1987年（昭和62年）4月1日：国鉄分割民営化に伴い、東日本旅客鉄道（JR東日本）の駅となる[1]。
- 1989年（平成元年）3月19日：都営新宿線が当駅まで延伸開業[6][7][新聞 2]。当初は起点方に55 mの仮設ホームを設けて営業していた[8]。
- 1991年（平成3年）
  - 3月28日：都営地下鉄のホームの全面使用を開始[9]。京成八幡駅との地下連絡通路が完成[9]。
  - 9月1日：都営地下鉄の本設駅が開業[7]。同時に京王電鉄からの直通運転区間を大島駅から当駅まで拡大。
- 1999年（平成11年）1月：JR東日本の駅にエスカレーターを1基新設[新聞 3]。
- 2001年（平成13年）11月18日：JR東日本で「Suica」の利用が可能となる[報道 2]。
- 2003年（平成15年）7月29日：「シャポー本八幡」がリニューアルオープン[10]。
- 2007年（平成19年）3月18日：都営地下鉄で「PASMO・Suica」の利用が可能となる[報道 3]。
- 2016年（平成28年）
  - 7月12日・12月8日：「シャポー本八幡」の改装・テナント入替を実施[報道 1]。
- 2018年（平成30年）
  - 4月28日：都営地下鉄でホームドアの使用開始[報道 4]。
  - 12月20日：JR東日本のコンコースがリニューアル[報道 5]。
- 2022年（令和4年）2月28日：みどりの窓口の営業を終了[11][12]。
- 2024年（令和6年）7月5日：JR東日本でスマートホームドアの使用を開始[報道 6]。

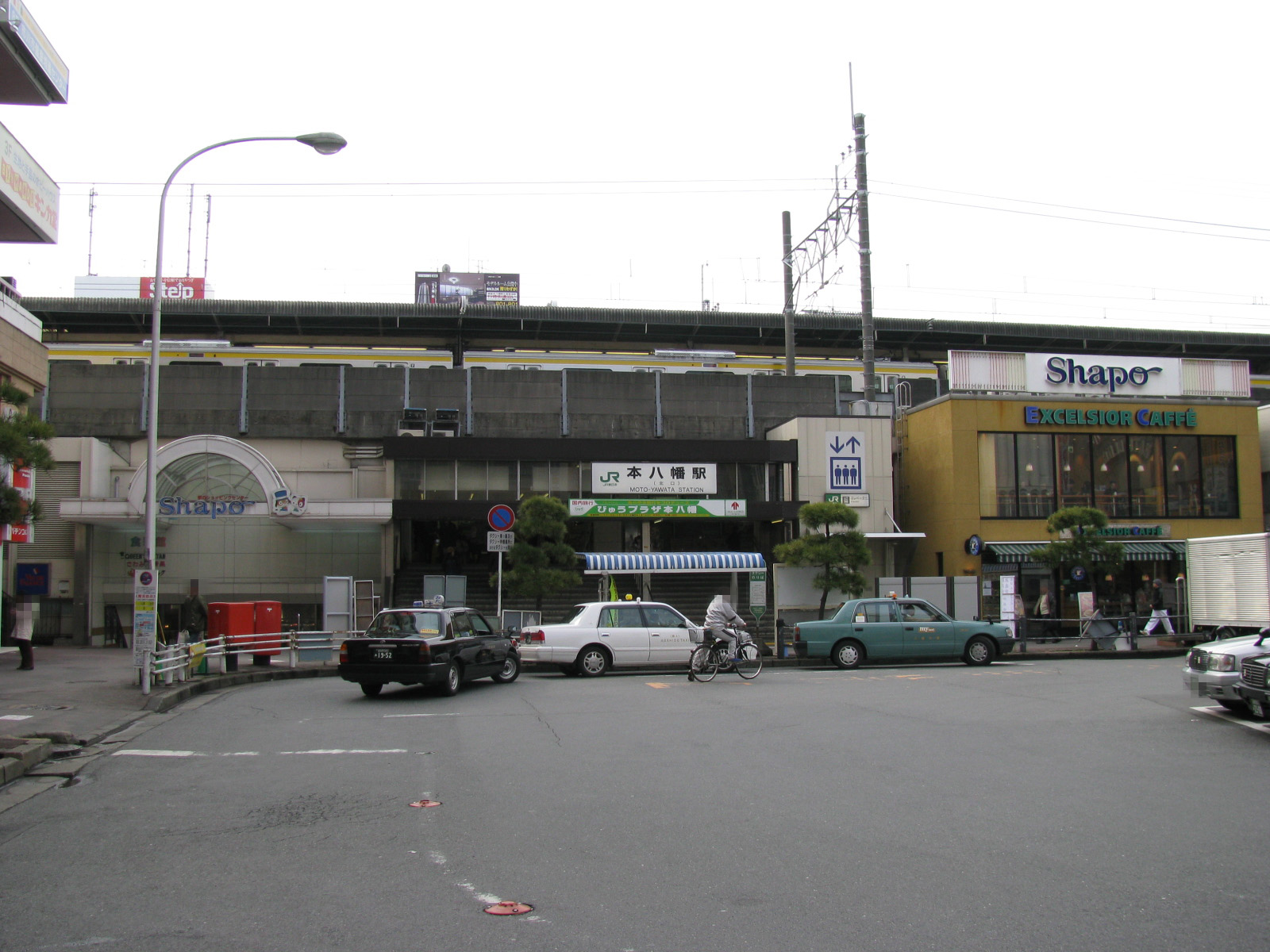
旧JR北口（2008年2月）
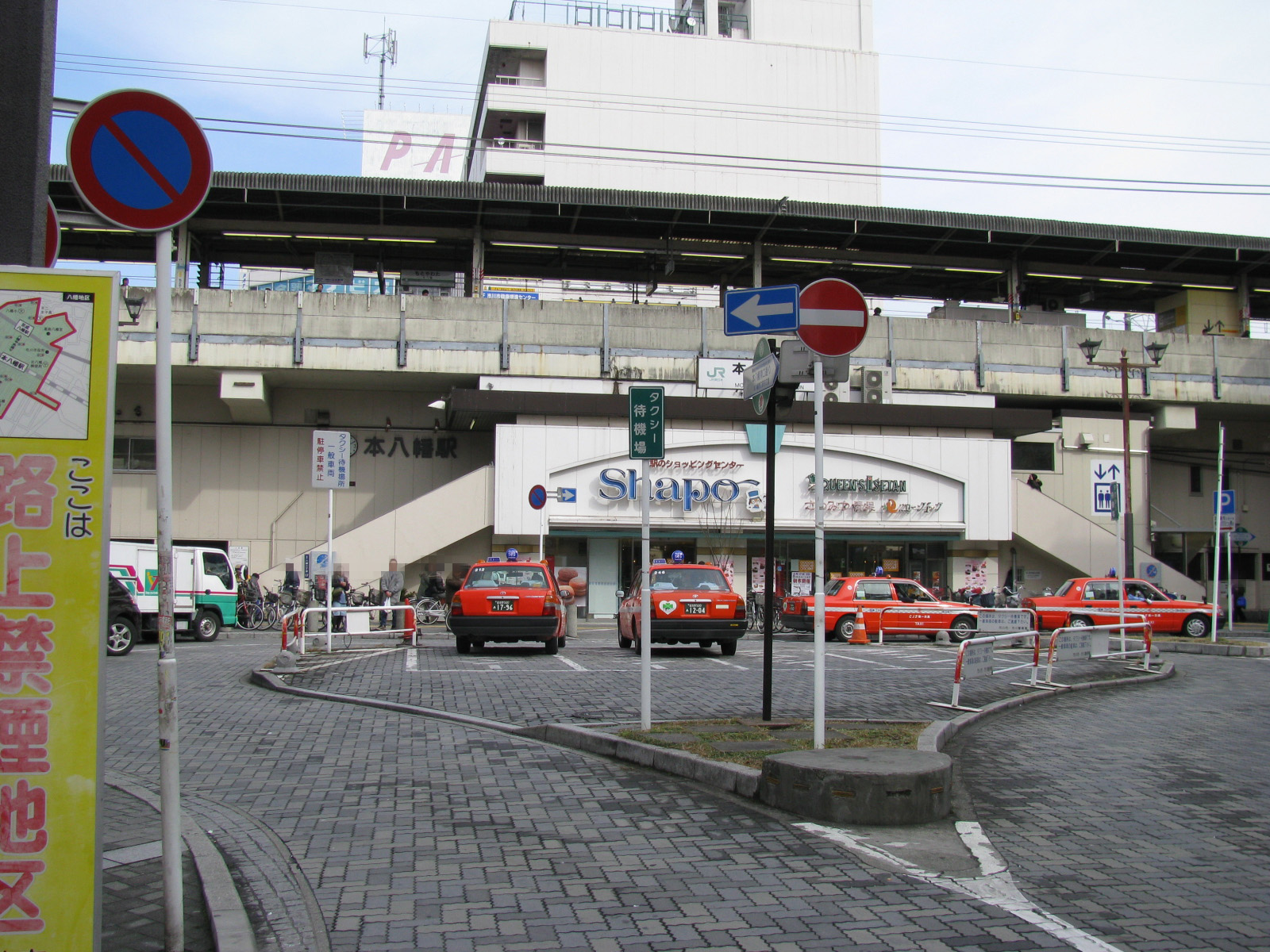
旧JR南口（2008年2月）

## 駅構造

### JR東日本
JRの駅と都営地下鉄の駅とは、駅ビル（シャポー本八幡）の中にある連絡通路で結ばれている。
島式ホーム1面2線を有する高架駅である。自動改札機・指定席券売機が設置されている。
船橋営業統括センター管内の直営駅であり、副所長兼駅長が配置されている。

#### のりば
| 番線 | 路線               | 方向 | 行先                     |
| ---- | ------------------ | ---- | ------------------------ |
| 1    | 総武線（各駅停車） | 西行 | 錦糸町・秋葉原・新宿方面 |
| 2    | 総武線（各駅停車） | 東行 | 船橋・津田沼・千葉方面   |

（出典：JR東日本:駅構内図）

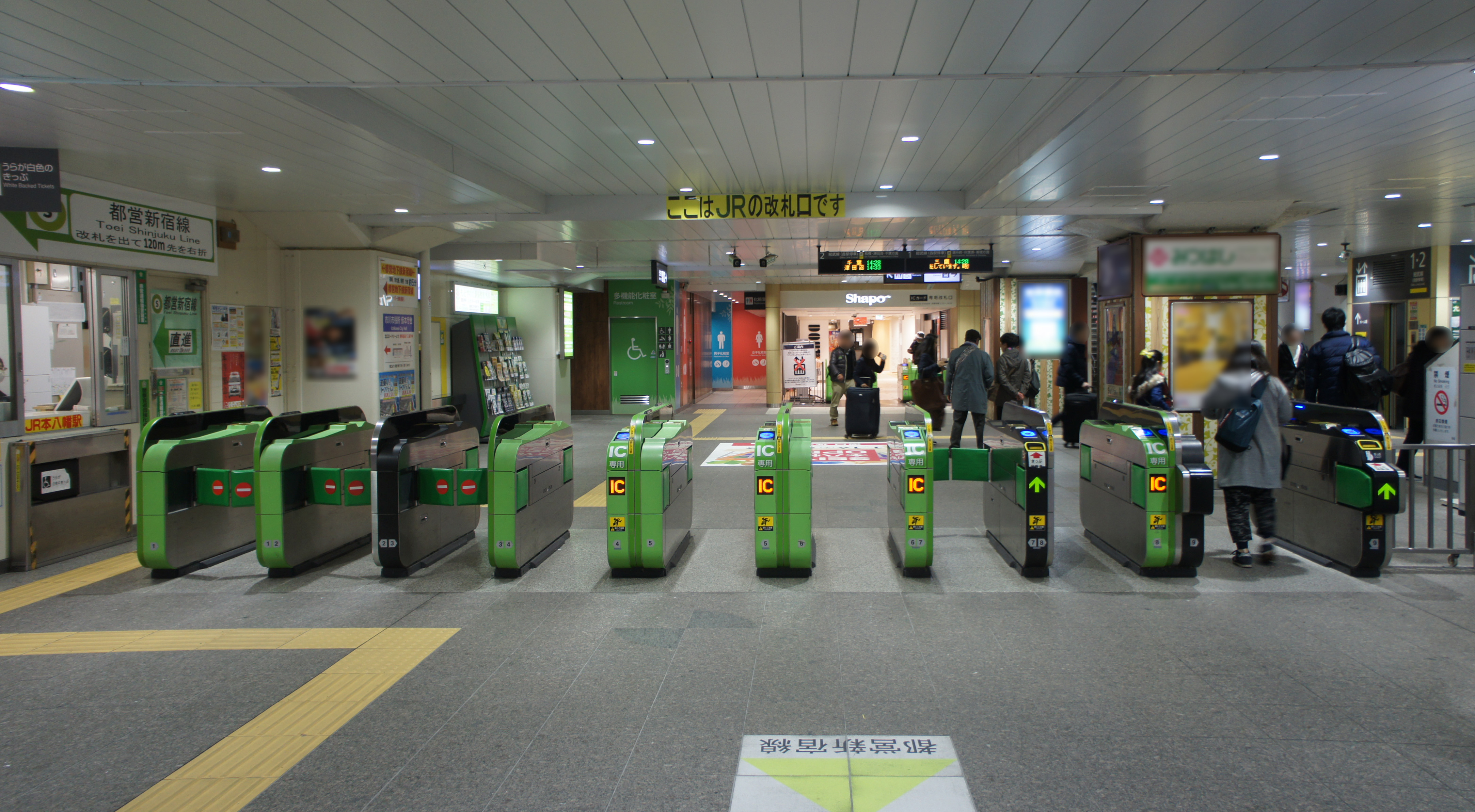
改札口（2019年12月）
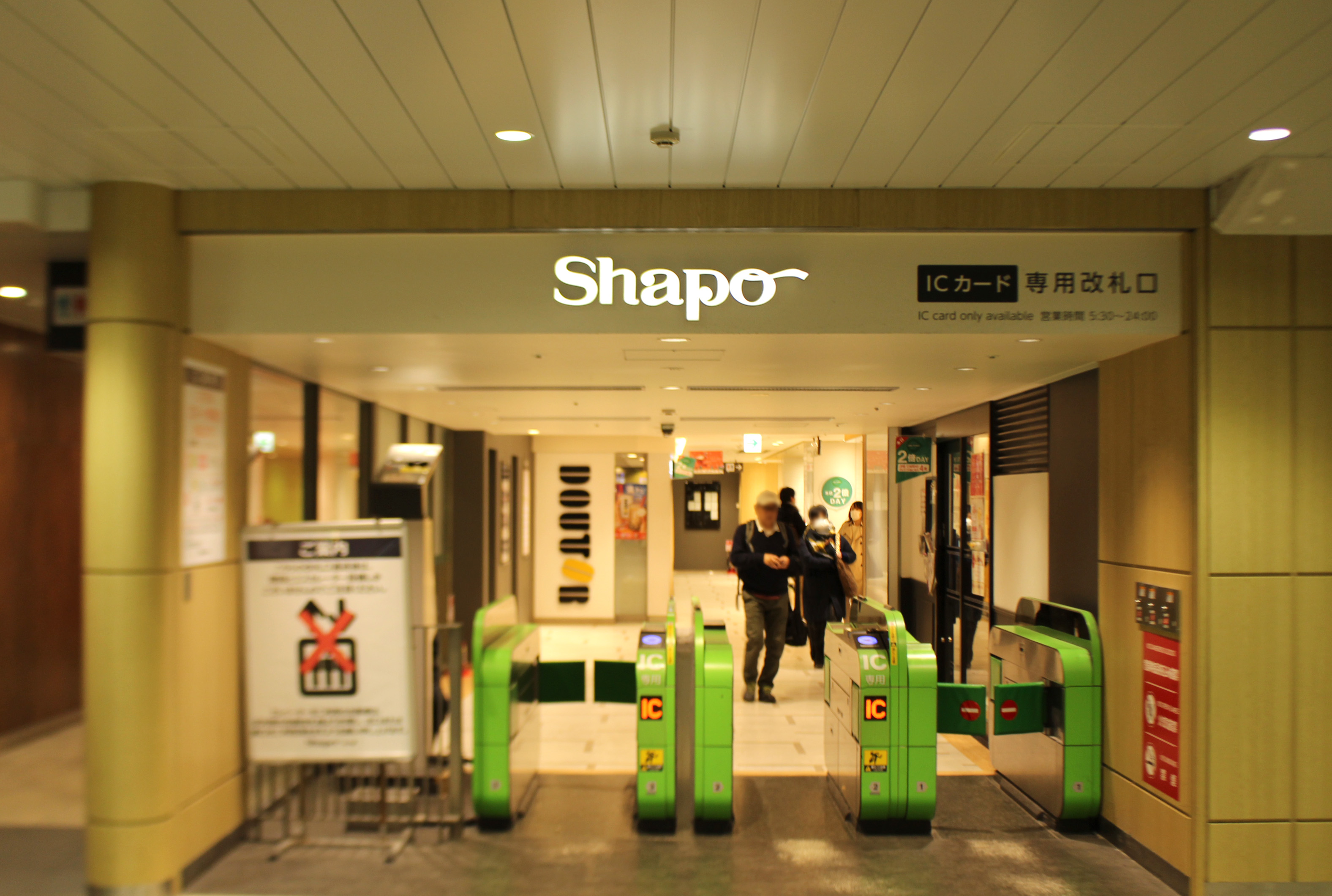
Shapo改札（2019年11月）
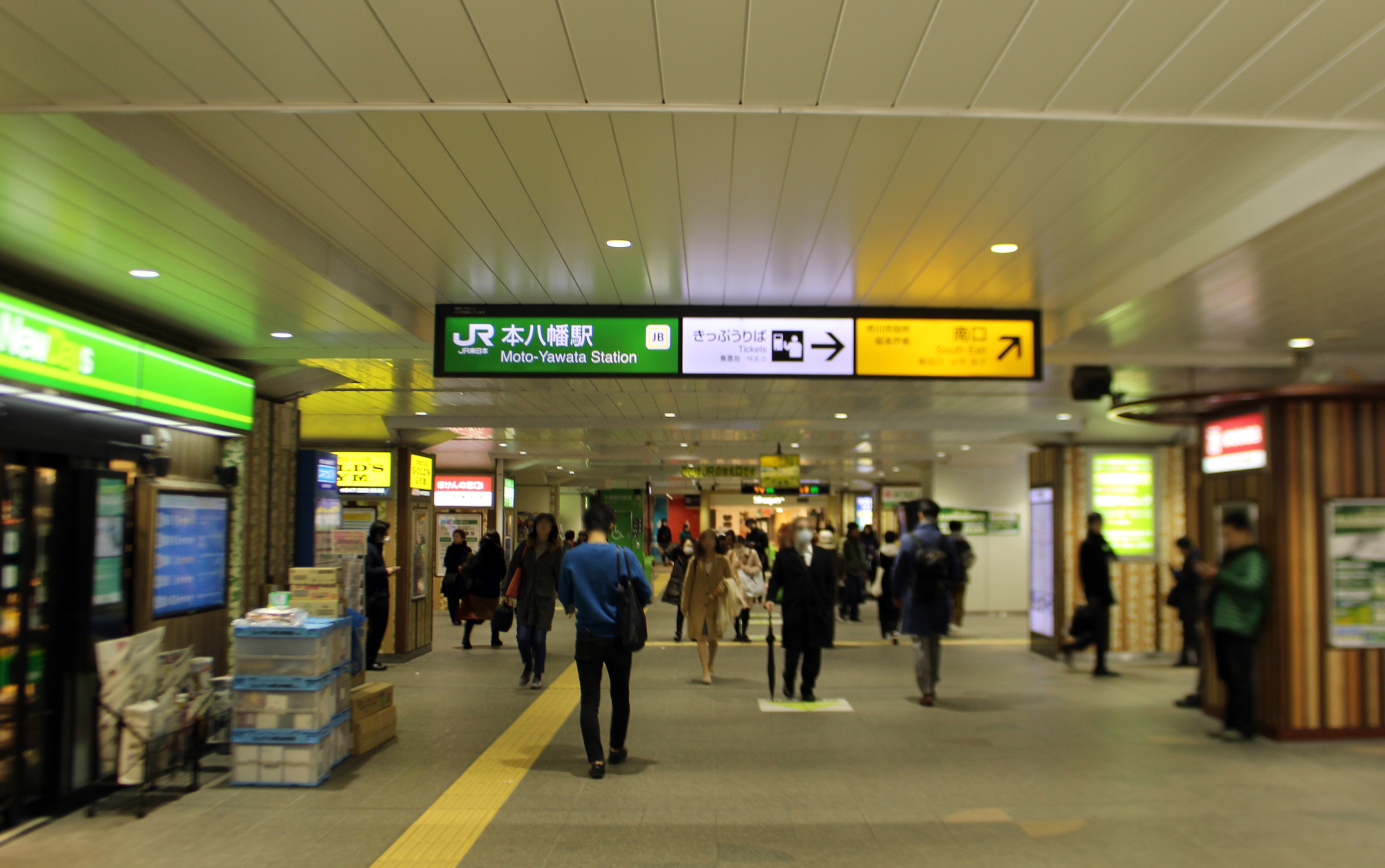
コンコース（2019年11月）
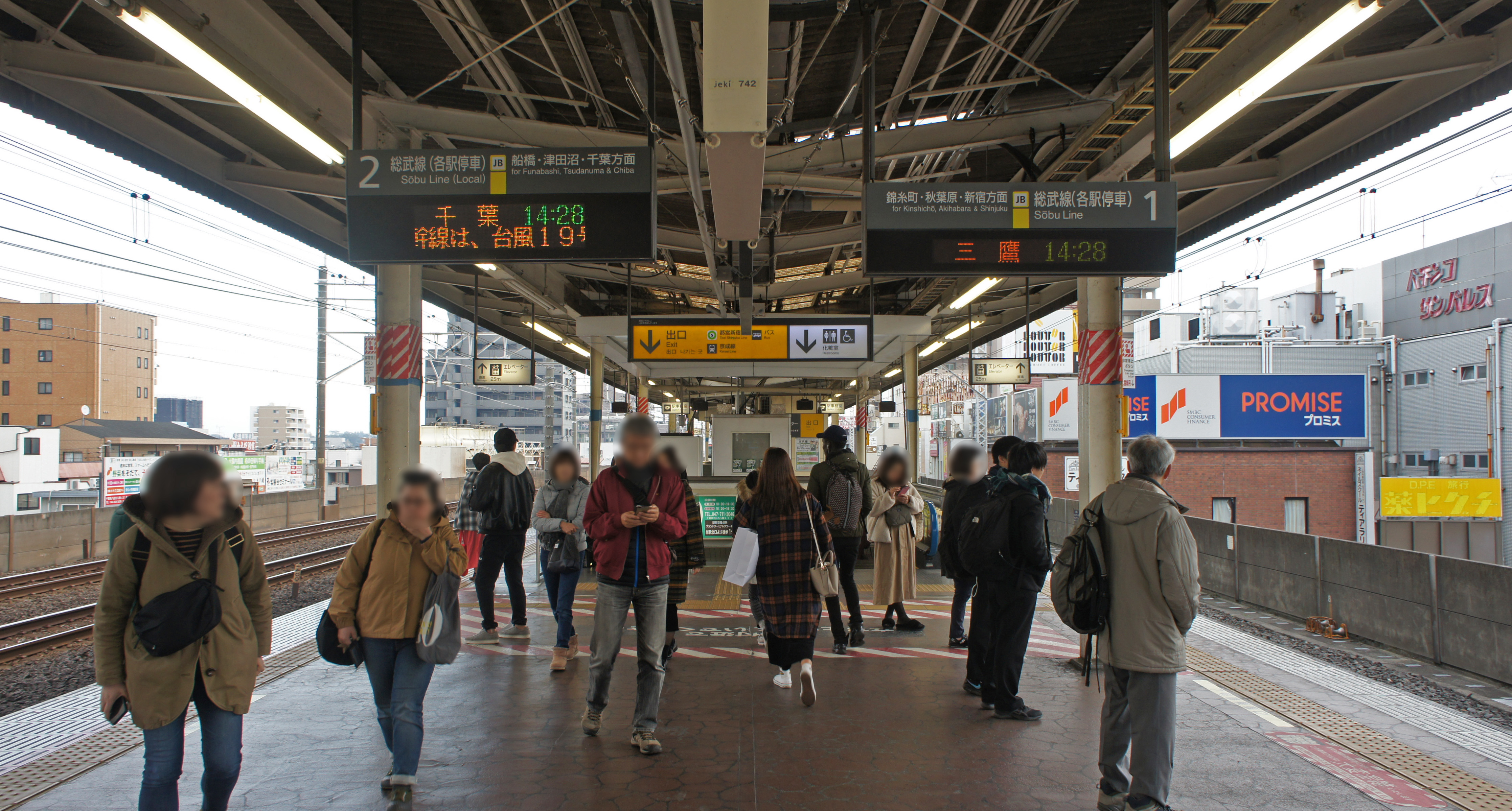
ホーム（2019年12月）

### 東京都交通局（都営地下鉄）
島式ホーム1面2線を有する地下駅である。
用地取得の遅れや交通量の多い国道14号が駅中程に横断していたことから、工期短縮を図ったものの完成が間に合わず、開業当初は新宿方の55 mに仮設ホームを設けて営業していた。1991年9月1日にコンコースを拡幅し、本設駅として営業を開始した。
都営地下鉄最東端、かつ東京都外に所在する唯一の駅である。東京都シルバーパスが都外の鉄道駅では唯一使用可能。また、都営まるごときっぷ（1日乗車券）など都営交通限定の企画乗車券類を都外で唯一発売している駅でもあり、都営地下鉄を使えるものであれば当駅も乗降が可能である。
馬喰駅務管区本八幡駅務区として、船堀駅 - 篠崎駅間を管理している。2018年度には、ホームドアが設置・使用開始された。

#### のりば
| 番線 | 路線       | 行先              |
| ---- | ---------- | ----------------- |
| 1・2 | 都営新宿線 | 新宿・ 京王線方面 |

（出典：都営地下鉄:駅構内図）
江戸川区内の新宿線各駅と同様に駅シンボルが設置されているが、当駅では市川市の木のクロマツである。
かつては、当駅から東京10号線延伸新線（元々は千葉県営鉄道北千葉線）が延伸して新鎌ヶ谷駅方面まで乗り入れる計画が存在していたが、2013年（平成25年）9月に計画が廃止された。現在は、京成バス市川営業所の高塚線によって、当駅から北総鉄道北総線の大町駅や東松戸駅を結んでいる。
地上と改札階を結ぶエレベーターは国道14号を挟んで南北にそれぞれ設置されており、南側のA4b出入口は2010年2月11日に、北側のA4a出入口は2013年7月19日に供用を開始した。

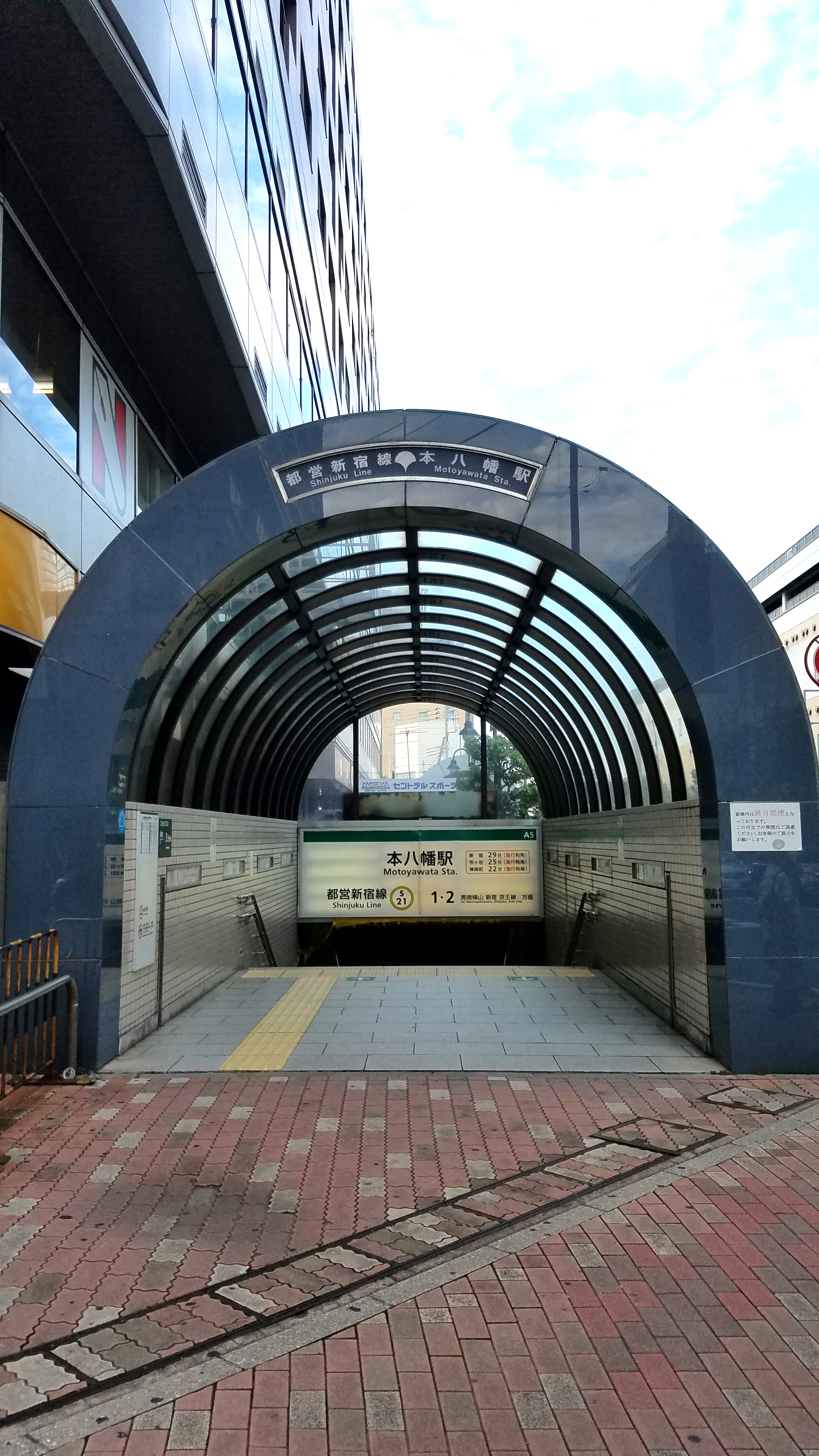
A5番出入口（2019年8月）
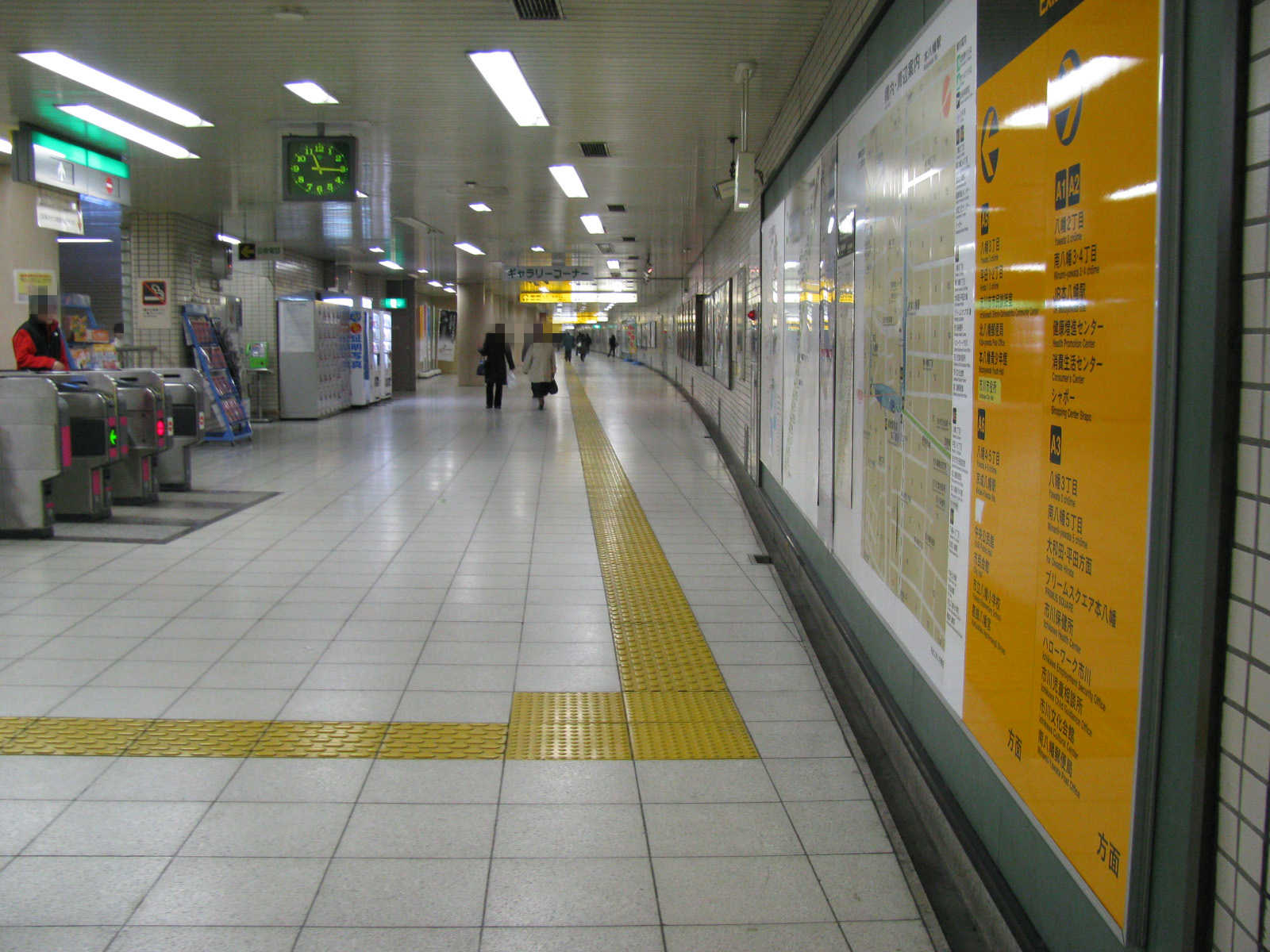
JR本八幡駅方面改札（2008年2月）
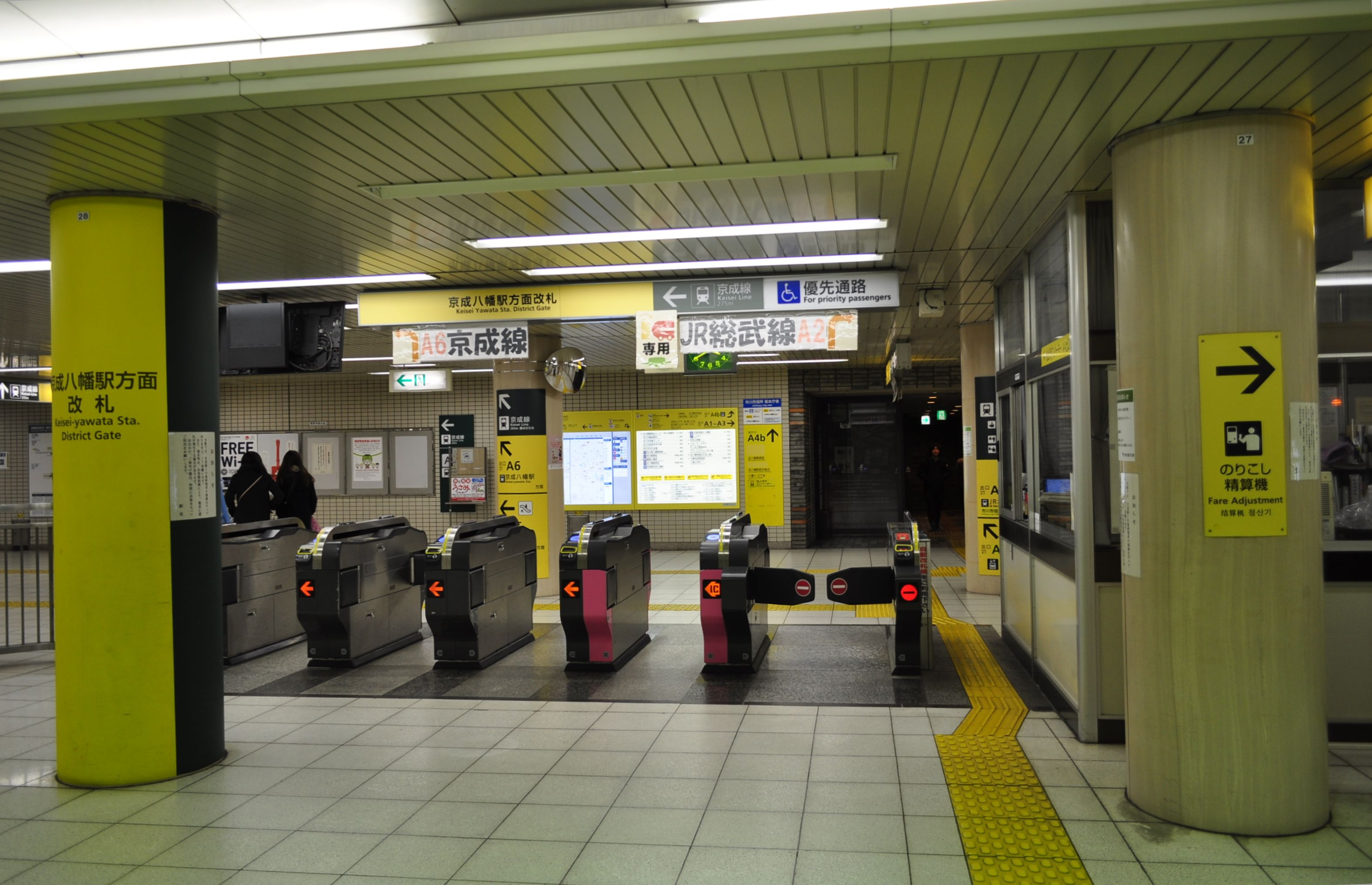
京成八幡駅方面改札（2018年3月）
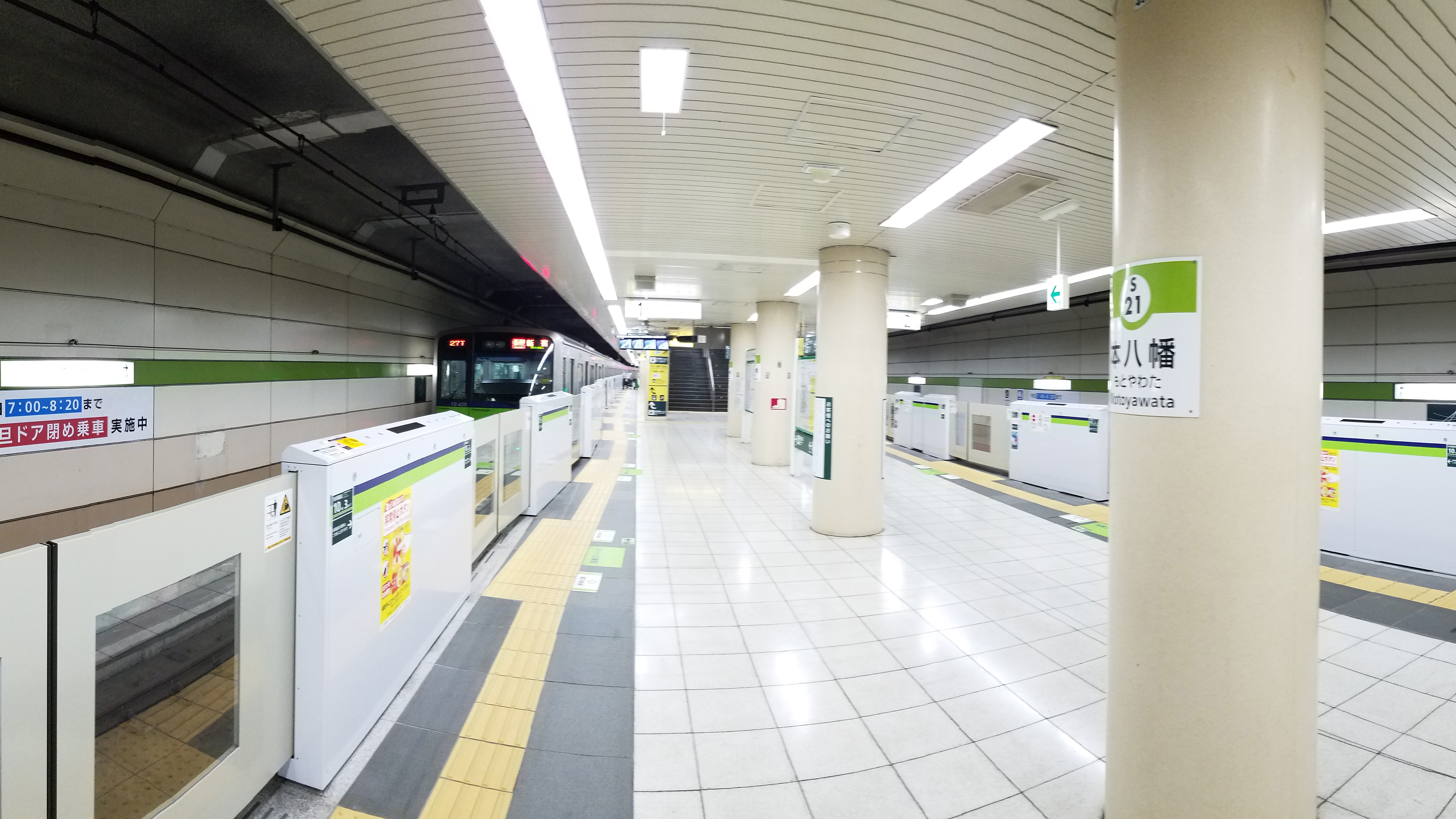
ホーム（2019年8月）
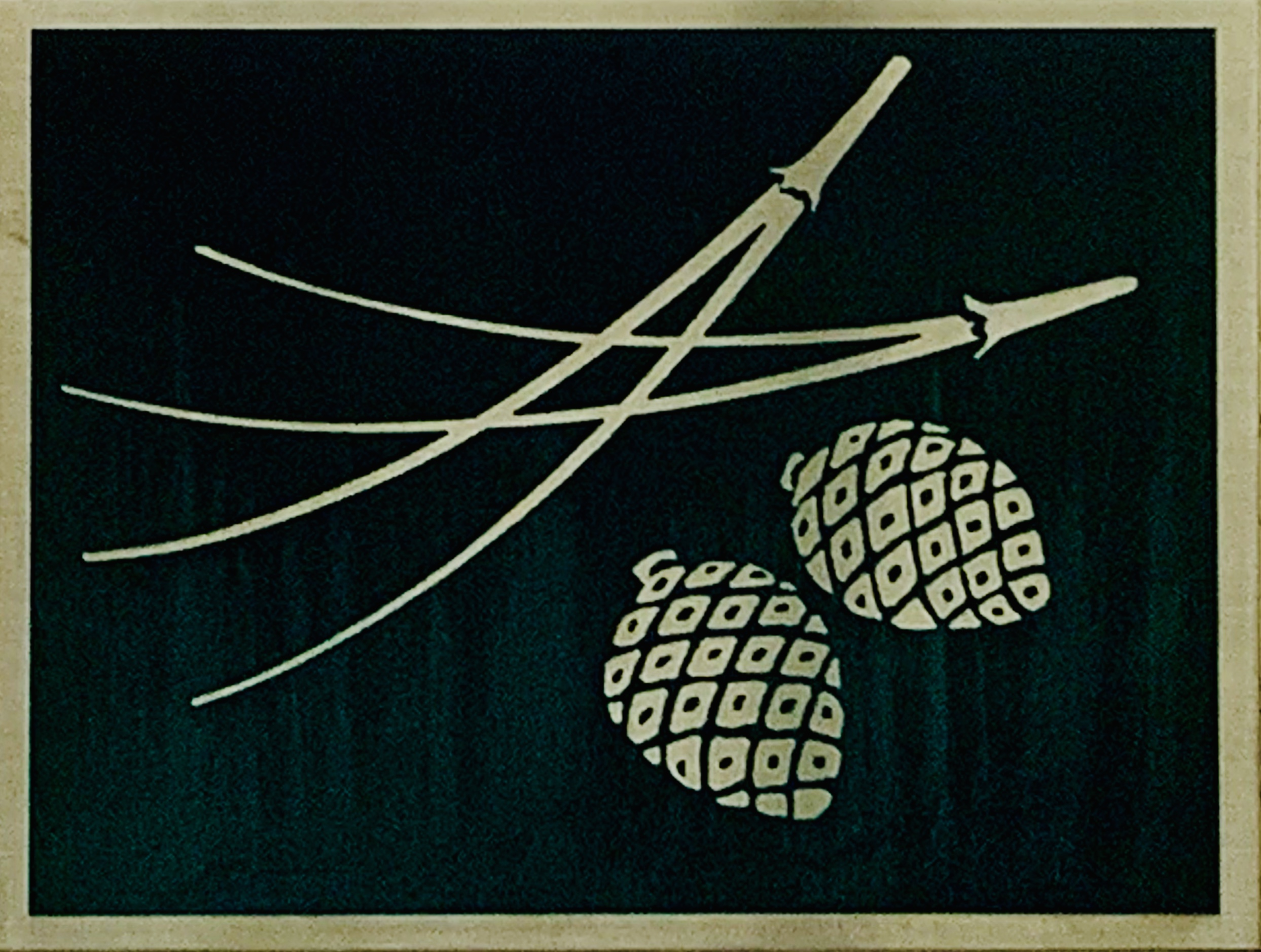
シンボル

## 利用状況
- JR東日本 - 2023年度の1日平均乗車人員は53,952人である[JR 1]。
JR東日本全体では代々木駅に次いで第77位。最新データでは西隣の快速停車駅の市川駅より200人程少ない。近年は僅差で市川駅の方が多い年が続いているが、下記の都営地下鉄の利用者数を合わせた場合は当駅の方が多い。
- 都営地下鉄 - 2023年度の1日平均乗降人員は69,549人（乗車人員：35,124人、降車人員：34,425人）である[都交 1]。

### 年度別1日平均乗降人員
各年度の1日平均乗降人員の推移は下表の通り（JRを除く）。
| 年度               | 都営地下鉄       | 都営地下鉄 |
| 年度               | 1日平均 乗降人員 | 増加率     |
| ------------------ | ---------------- | ---------- |
| 2003年（平成15年） | 61,756           | −0.3%      |
| 2004年（平成16年） | 61,549           | −0.3%      |
| 2005年（平成17年） | 61,803           | 0.4%       |
| 2006年（平成18年） | 62,938           | 1.8%       |
| 2007年（平成19年） | 66,262           | 5.3%       |
| 2008年（平成20年） | 67,394           | 1.7%       |
| 2009年（平成21年） | 68,220           | 1.2%       |
| 2010年（平成22年） | 68,498           | 0.4%       |
| 2011年（平成23年） | 66,877           | −2.4%      |
| 2012年（平成24年） | 68,016           | 1.7%       |
| 2013年（平成25年） | 69,258           | 1.8%       |
| 2014年（平成26年） | 69,928           | 1.0%       |
| 2015年（平成27年） | 72,050           | 3.0%       |
| 2016年（平成28年） | 74,605           | 3.5%       |
| 2017年（平成29年） | 77,907           | 4.4%       |
| 2018年（平成30年） | 80,470           | 3.3%       |
| 2019年（令和元年） | 81,242           | 1.0%       |
| 2020年（令和02年） | 60,603           | −25.4%     |
| 2021年（令和03年） | 63,077           | 4.1%       |
| 2022年（令和04年） | 66,008           | 4.6%       |
| 2023年（令和05年） | 69,549           | 5.4%       |

### 年度別1日平均乗車人員（1930年代）
年度全体の乗車人員を365（閏日が入る年度は366）で除して1日平均乗車人員を求めている。
| 年度               | 国鉄  | 出典             |
| ------------------ | ----- | ---------------- |
| 1935年（昭和10年） | 979   | [ 千葉県統計 1 ] |
| 1936年（昭和11年） | 1,355 | [ 千葉県統計 2 ] |

### 年度別1日平均乗車人員（1953年 - 2000年）
| 年度               | 国鉄 / JR東日本 | 都営地下鉄 | 出典              |
| ------------------ | --------------- | ---------- | ----------------- |
| 1953年（昭和28年） | 15,670          | 未 開 業   | [ 千葉県統計 3 ]  |
| 1954年（昭和29年） | 17,235          | 未 開 業   | [ 千葉県統計 4 ]  |
| 1955年（昭和30年） | 17,759          | 未 開 業   | [ 千葉県統計 5 ]  |
| 1956年（昭和31年） | 19,033          | 未 開 業   | [ 千葉県統計 6 ]  |
| 1957年（昭和32年） | 20,648          | 未 開 業   | [ 千葉県統計 7 ]  |
| 1958年（昭和33年） | 21,867          | 未 開 業   | [ 千葉県統計 8 ]  |
| 1959年（昭和34年） | 23,745          | 未 開 業   | [ 千葉県統計 9 ]  |
| 1960年（昭和35年） | 25,702          | 未 開 業   | [ 千葉県統計 10 ] |
| 1961年（昭和36年） | 27,149          | 未 開 業   | [ 千葉県統計 11 ] |
| 1962年（昭和37年） | 30,903          | 未 開 業   | [ 千葉県統計 12 ] |
| 1963年（昭和38年） | 34,198          | 未 開 業   | [ 千葉県統計 13 ] |
| 1964年（昭和39年） | 38,307          | 未 開 業   | [ 千葉県統計 14 ] |
| 1965年（昭和40年） | 40,635          | 未 開 業   | [ 千葉県統計 15 ] |
| 1966年（昭和41年） | 44,087          | 未 開 業   | [ 千葉県統計 16 ] |
| 1967年（昭和42年） | 45,958          | 未 開 業   | [ 千葉県統計 17 ] |
| 1968年（昭和43年） | 48,319          | 未 開 業   | [ 千葉県統計 18 ] |
| 1969年（昭和44年） | 44,657          | 未 開 業   | [ 千葉県統計 19 ] |
| 1970年（昭和45年） | 46,321          | 未 開 業   | [ 千葉県統計 20 ] |
| 1971年（昭和46年） | 47,927          | 未 開 業   | [ 千葉県統計 21 ] |
| 1972年（昭和47年） | 49,911          | 未 開 業   | [ 千葉県統計 22 ] |
| 1973年（昭和48年） | 50,836          | 未 開 業   | [ 千葉県統計 23 ] |
| 1974年（昭和49年） | 51,983          | 未 開 業   | [ 千葉県統計 24 ] |
| 1975年（昭和50年） | 51,414          | 未 開 業   | [ 千葉県統計 25 ] |
| 1976年（昭和51年） | 53,352          | 未 開 業   | [ 千葉県統計 26 ] |
| 1977年（昭和52年） | 52,388          | 未 開 業   | [ 千葉県統計 27 ] |
| 1978年（昭和53年） | 51,762          | 未 開 業   | [ 千葉県統計 28 ] |
| 1979年（昭和54年） | 50,577          | 未 開 業   | [ 千葉県統計 29 ] |
| 1980年（昭和55年） | 50,220          | 未 開 業   | [ 千葉県統計 30 ] |
| 1981年（昭和56年） | 49,698          | 未 開 業   | [ 千葉県統計 31 ] |
| 1982年（昭和57年） | 49,559          | 未 開 業   | [ 千葉県統計 32 ] |
| 1983年（昭和58年） | 48,902          | 未 開 業   | [ 千葉県統計 33 ] |
| 1984年（昭和59年） | 49,800          | 未 開 業   | [ 千葉県統計 34 ] |
| 1985年（昭和60年） | 49,815          | 未 開 業   | [ 千葉県統計 35 ] |
| 1986年（昭和61年） | 50,842          | 未 開 業   | [ 千葉県統計 36 ] |
| 1987年（昭和62年） | 51,669          | 未 開 業   | [ 千葉県統計 37 ] |
| 1988年（昭和63年） | 55,030          | 11,656     | [ 千葉県統計 38 ] |
| 1989年（平成元年） | 57,854          | 16,245     | [ 千葉県統計 39 ] |
| 1990年（平成02年） | 59,782          | 19,880     | [ 千葉県統計 40 ] |
| 1991年（平成03年） | 61,325          | 22,670     | [ 千葉県統計 41 ] |
| 1992年（平成04年） | 62,653          | 25,236     | [ 千葉県統計 42 ] |
| 1993年（平成05年） | 62,235          | 27,895     | [ 千葉県統計 43 ] |
| 1994年（平成06年） | 61,463          | 29,588     | [ 千葉県統計 44 ] |
| 1995年（平成07年） | 60,777          | 29,419     | [ 千葉県統計 45 ] |
| 1996年（平成08年） | 60,077          | 29,176     | [ 千葉県統計 46 ] |
| 1997年（平成09年） | 58,589          | 29,189     | [ 千葉県統計 47 ] |
| 1998年（平成10年） | 57,689          | 29,719     | [ 千葉県統計 48 ] |
| 1999年（平成11年） | 56,954          | 29,533     | [ 千葉県統計 49 ] |
| 2000年（平成12年） | 56,875          | 29,917     | [ 千葉県統計 50 ] |

### 年度別1日平均乗車人員（2001年以降）
近年の1日平均乗車人員の推移は下表の通りである。
| 年度               | JR東日本 | 都営地下鉄 | 出典              |
| ------------------ | -------- | ---------- | ----------------- |
| 2001年（平成13年） | 56,745   | 30,847     | [ 千葉県統計 51 ] |
| 2002年（平成14年） | 56,871   | 31,533     | [ 千葉県統計 52 ] |
| 2003年（平成15年） | 56,938   | 31,438     | [ 千葉県統計 53 ] |
| 2004年（平成16年） | 57,016   | 31,325     | [ 千葉県統計 54 ] |
| 2005年（平成17年） | 57,366   | 31,465     | [ 千葉県統計 55 ] |
| 2006年（平成18年） | 58,105   | 31,964     | [ 千葉県統計 56 ] |
| 2007年（平成19年） | 58,509   | 33,383     | [ 千葉県統計 57 ] |
| 2008年（平成20年） | 58,190   | 33,948     | [ 千葉県統計 58 ] |
| 2009年（平成21年） | 58,066   | 34,326     | [ 千葉県統計 59 ] |
| 2010年（平成22年） | 57,429   | 34,413     | [ 千葉県統計 60 ] |
| 2011年（平成23年） | 56,644   | 33,583     | [ 千葉県統計 61 ] |
| 2012年（平成24年） | 57,348   | 34,194     | [ 千葉県統計 62 ] |
| 2013年（平成25年） | 58,274   | 34,820     | [ 千葉県統計 63 ] |
| 2014年（平成26年） | 57,988   | 35,171     | [ 千葉県統計 64 ] |
| 2015年（平成27年） | 58,835   | 36,225     | [ 千葉県統計 65 ] |
| 2016年（平成28年） | 59,143   | 37,515     | [ 千葉県統計 66 ] |
| 2017年（平成29年） | 59,869   | 39,206     | [ 千葉県統計 67 ] |
| 2018年（平成30年） | 60,125   | 40,500     | [ 千葉県統計 68 ] |
| 2019年（令和元年） | 60,161   | 40,888     | [ 千葉県統計 69 ] |
| 2020年（令和02年） | 46,225   | 30,485     | [ 千葉県統計 70 ] |
| 2021年（令和03年） | 48,461   | 31,770     | [ 千葉県統計 71 ] |
| 2022年（令和04年） | 51,805   | 33,292     | [ 千葉県統計 72 ] |
| 2023年（令和05年） | 53,952   | 35,124     |                   |

備考
1. ↑  開業日（9月1日）から翌年3月31日までの計213日間を集計したデータ。
2. ↑  開業日（3月19日）から同年3月31日までの計13日間を集計したデータ[16]。

## 駅周辺

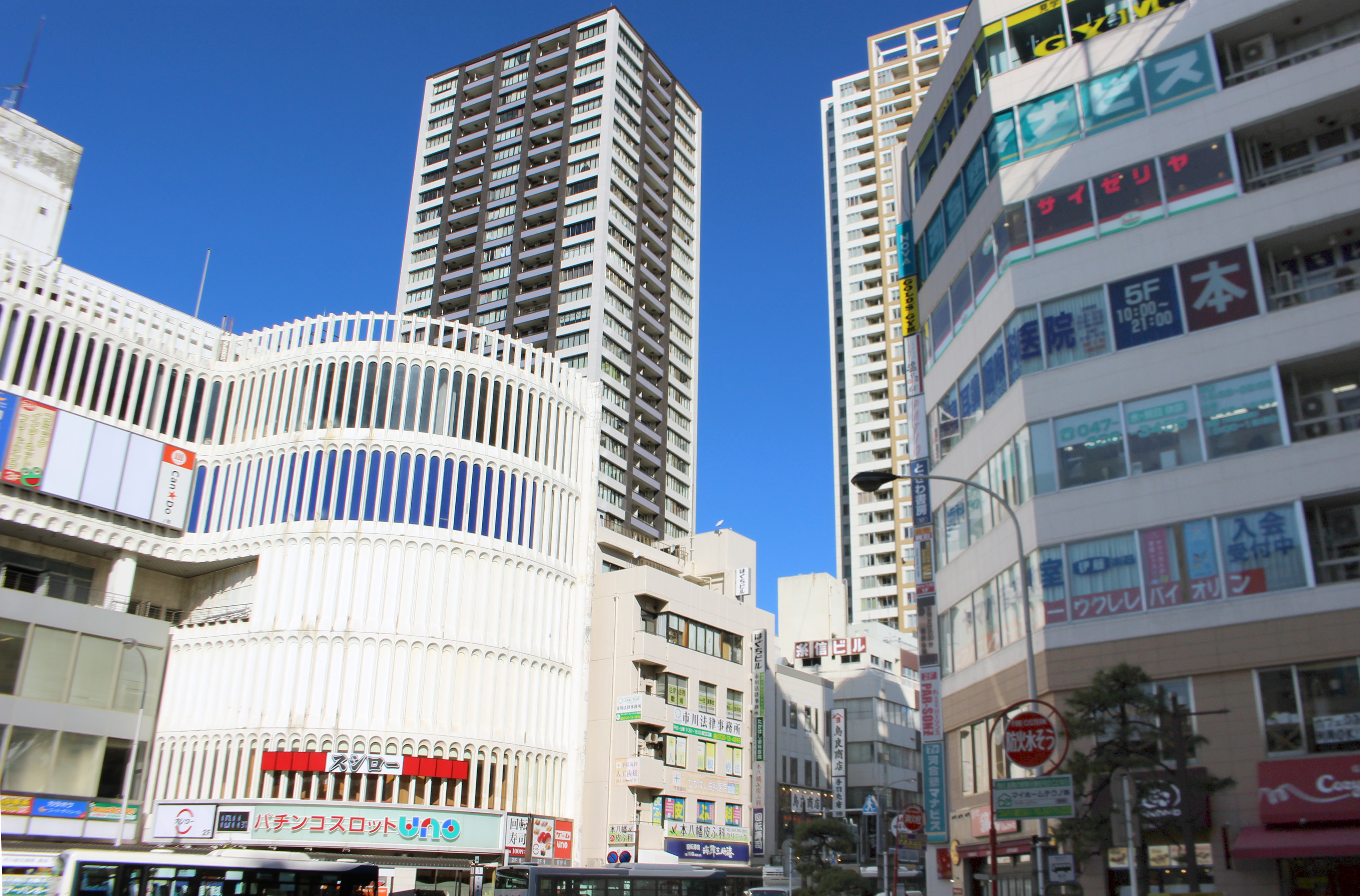
北口駅前の様子（2019年11月）

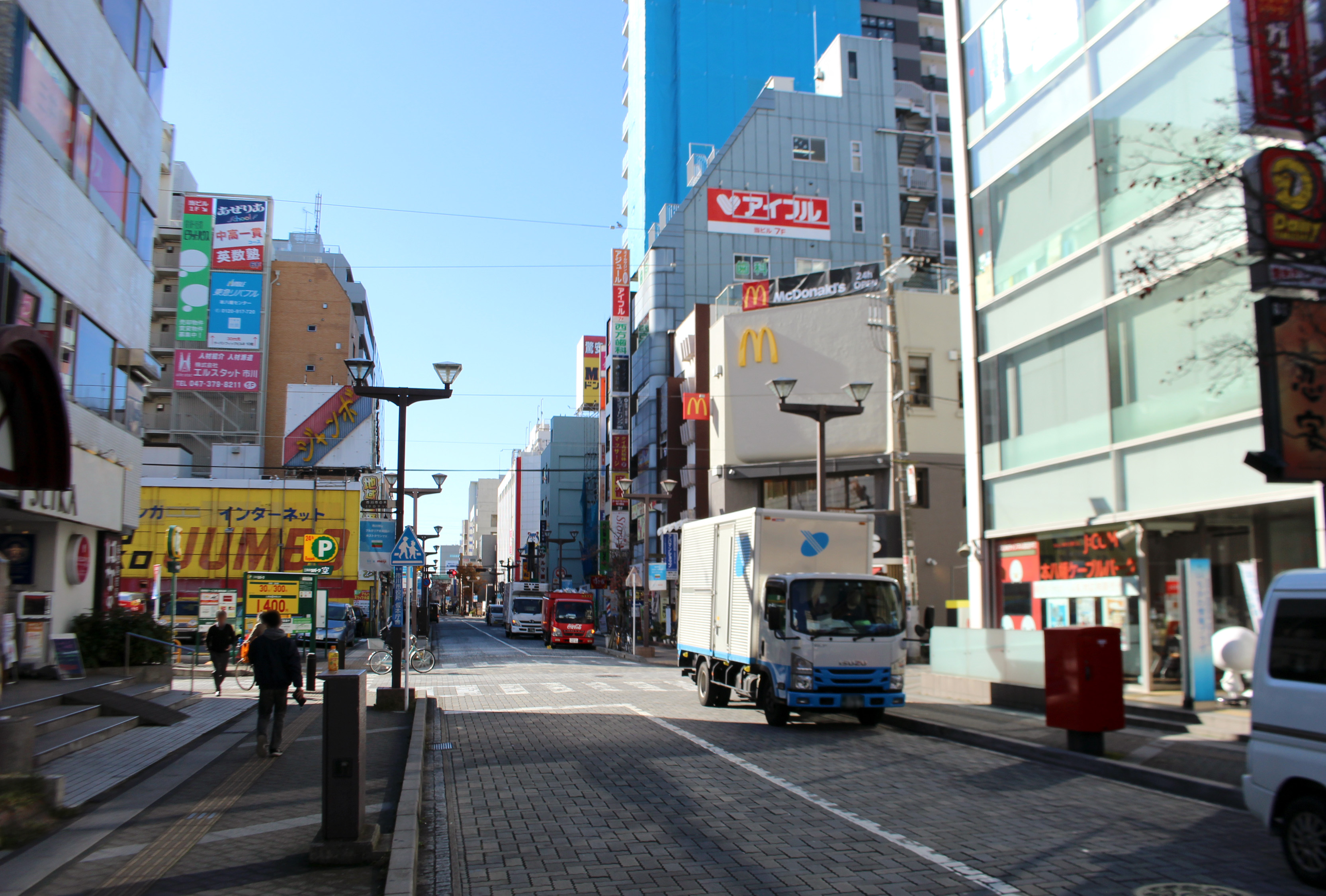
南口駅前の様子（2019年11月）

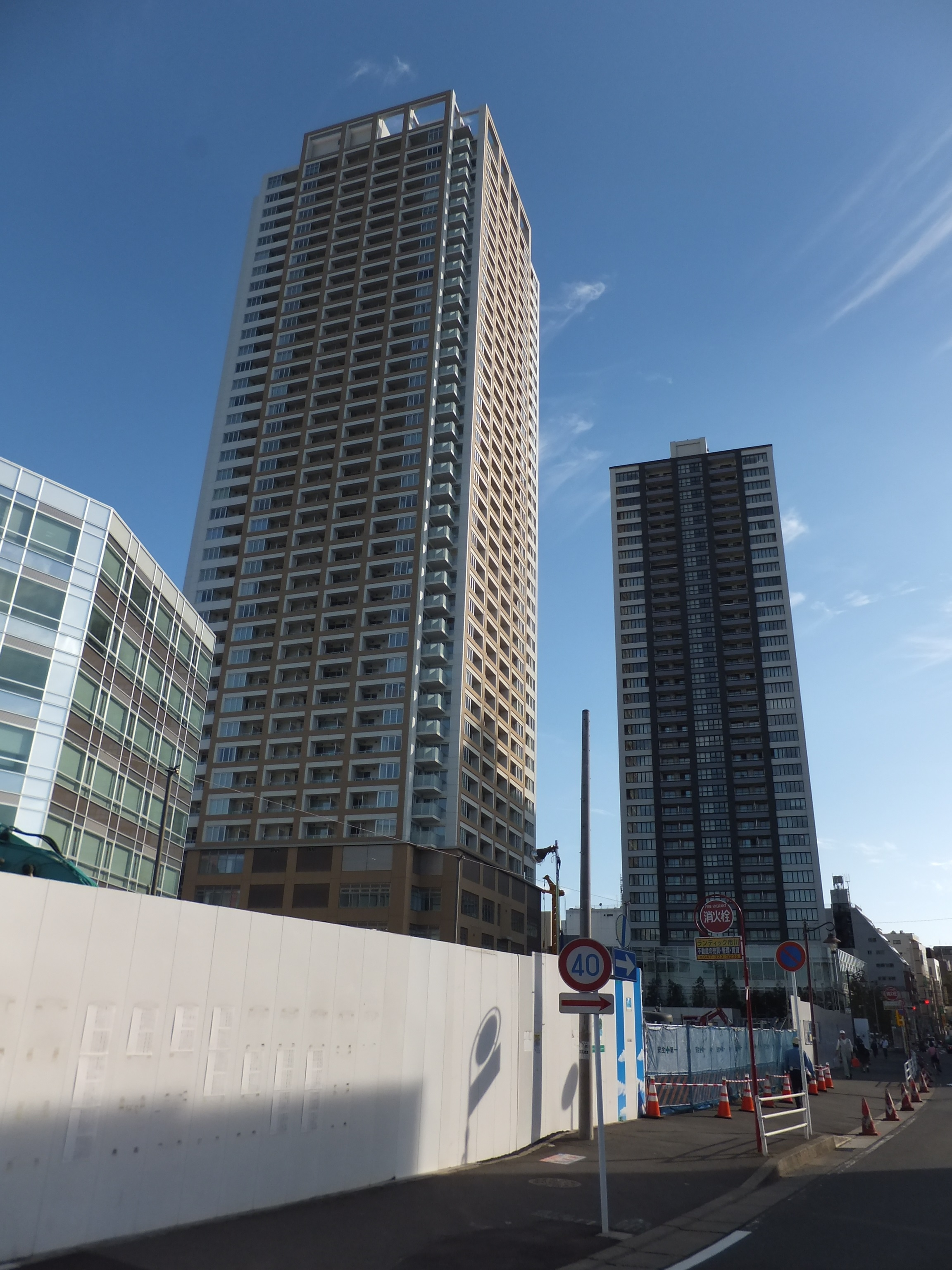
北口の再開発地区（ガレリア・サーラ、グランドターミナルタワー本八幡周辺）

市川市の市川市役所の行政施設や商業施設が数多く集まる。また、京成電鉄本社も当駅周辺にある。
駅北口（京成本線沿い）の菅野・八幡地区は、戦前から豪商の別荘地として栄え、お屋敷街を形成する高級住宅街となっている。
それでも終戦直後には、駅周辺は闇市が立ち並ぶ状況となっていた。
その後は国府台から八幡にかけては、東京医科歯科大学など3つの大学があり、市川学園や昭和学院、国府台女子学院を始めとする私立高校が7校、私立中学校が5校、私立小学校が3校と大規模な文教都市・学園都市となっている。また、町名の由来となった下総国総鎮守「葛飾八幡宮」がある。
北口に八幡一番街のような商店街やパティオ本八幡、八幡ハタビル、ガレリア・サーラ、ターミナルシティ本八幡などの超高層マンションを含む複合施設、南口にはMEGAドン・キホーテ、西友、イオンタウン、ニッケコルトンプラザなどの商業施設が林立しているため、昼夜問わず多くの人で賑わう繁華街となっている。サイゼリヤ発祥の地でもある。
本八幡駅北口地区の市街地再開発事業、本八幡A地区第一種市街地再開発事業、本八幡B地区優良建築物等整備事業のような大規模な都市再開発が相次いでいる。

### 駅周辺施設

#### 駅舎内の施設（駅ナカ・駅ビル）
駅ナカ商業施設としてシャポー本八幡があり、専用の改札口が併設されている。2016年7月12日には1回目のリニューアル、同年12月8日には2回目のリニューアルが行われた。
1階レストランモール、1階Fショッピングモール、2階ショッピングモールの計約66店舗の専門店を有する。
- 改札内
  - NewDays、キヨスク、VIEW ALTTE
- 改札外
  - 生活彩家
  - いろり庵きらく
  - 指定席券売機

#### 駅
- 京成八幡駅 - 都営地下鉄とは乗換駅として地下通路を通して連絡しているが、JR東日本との連絡運輸は取り扱っていない。

#### 行政
- 市川市役所
- 市川市消防局
  - 市川市東消防署
- 厚生労働省
  - 市川公共職業安定所（ハローワーク市川）
- 市川市保健センター
- 千葉県市川健康福祉センター
- 千葉県市川児童相談所
- 市川市生涯学習センター（メディアパーク市川）
  - 市川市中央図書館
  - 市川市文学プラザ
- 市川市文化会館
- 市川市八幡市民会館（全日警ホール）
- いちかわ情報プラザ

#### 商業施設
- シャポー本八幡
- パティオ
- 八幡ハタビル
- プリームスクエア本八幡
- 本八幡キャピタルタワー
- ガレリア・サーラ
- ターミナルシティ本八幡
- MEGAドン・キホーテ 本八幡店
- 西友本八幡店
- イオンタウン・ダイエー市川大和田店
- マルエツ 南八幡店
- オーケー 本八幡店
- ニッケコルトンプラザ・ABCハウジング - 無料送迎バスが運行。
- 市川地方卸売市場

#### 学校・博物館
- 千葉県立市川工業高等学校
- 不二女子高等学校
- 昭和学院小学校
- 昭和学院中学校・高等学校
- 昭和学院短期大学
- 市川中学校・高等学校
- 日出学園小学校
- 日出学園中学校・高等学校
- 国府台女子学院小学部・中学部・高等部
- 千葉県立現代産業科学館

#### 企業
- 京成電鉄本社
- 市進ホールディングス本社
- TDKテクニカルセンター
- サイゼリヤ1号店教育記念館
- 市川エフエム放送[24]

#### 郵便局・金融機関
- 市川郵便局・ゆうちょ銀行市川店
- 北八幡郵便局
- 市川南八幡郵便局
- 三菱UFJ銀行八幡支店・市川八幡支店
- 三菱UFJ信託銀行市川八幡支店
- 三井住友銀行本八幡支店
- みずほ銀行本八幡支店
- りそな銀行市川支店
- 千葉銀行本八幡支店・本八幡南支店
- 京葉銀行本八幡支店
- 東京東信用金庫 本八幡支店

#### その他
- 葛飾八幡宮
- 八幡の藪知らず

## バス路線
最寄りのバス停留所は本八幡駅バス停であり、北口・南口にそれぞれ設置されている。以下の路線バスが京成バス、京成バス千葉ウエストによって運行されている。
| 運行事業者           | 系統・行先 | 備考         |
| 北口                 | 北口 | 北口         |
| -------------------- | --- | ------------ |
| 京成バス             | - 本11・本12・本71：市川学園 /医療センター入口 - 本13：医療センター入口 - 本14：市川営業所 - 本15：動植物園 - 本16・本74：市川学園正門前 - 本31：東松戸駅 / 高塚 - 本32：大町駅 - 本33：市川営業所 |              |
|                      | ニッケコルトンプラザ | 無料送迎バス |
| 南口                 | |              |
| 京成バス千葉ウエスト | - 浦安01：浦安駅 - 浦安03：新浦安駅 - 浦安04：行徳駅 - 市川01：市川駅 |              |

## 隣の駅
東日本旅客鉄道（JR東日本）
 総武線（各駅停車）
市川駅 (JB 27) - 本八幡駅 (JB 28) - 下総中山駅 (JB 29)
東京都交通局（都営地下鉄）
 都営新宿線

■急行
船堀駅 (S 17) - 本八幡駅 (S 21)
■各駅停車
篠崎駅 (S 20) - 本八幡駅 (S 21)